# Drymonia lanceolata
Drymonia lanceolata är en tvåhjärtbladig växtart som först beskrevs av Johannes von Hanstein, och fick sitt nu gällande namn av Conrad Vernon Morton. Drymonia lanceolata ingår i släktet Drymonia och familjen Gesneriaceae. Inga underarter finns listade i Catalogue of Life.